# Tepexilotla, Puebla
Tepexilotla är en ort i Mexiko.   Den ligger i kommunen San Sebastián Tlacotepec och delstaten Puebla, i den sydöstra delen av landet, 270 km sydost om huvudstaden Mexico City. Tepexilotla ligger 820 meter över havet och antalet invånare är 274.
Terrängen runt Tepexilotla är huvudsakligen mycket bergig. Tepexilotla ligger nere i en dal. Runt Tepexilotla är det ganska tätbefolkat, med 120 invånare per kvadratkilometer. Närmaste större samhälle är Huautla de Jiménez, 17,4 km söder om Tepexilotla. I omgivningarna runt Tepexilotla växer i huvudsak städsegrön lövskog.